# Morte e funerali di Iosif Stalin

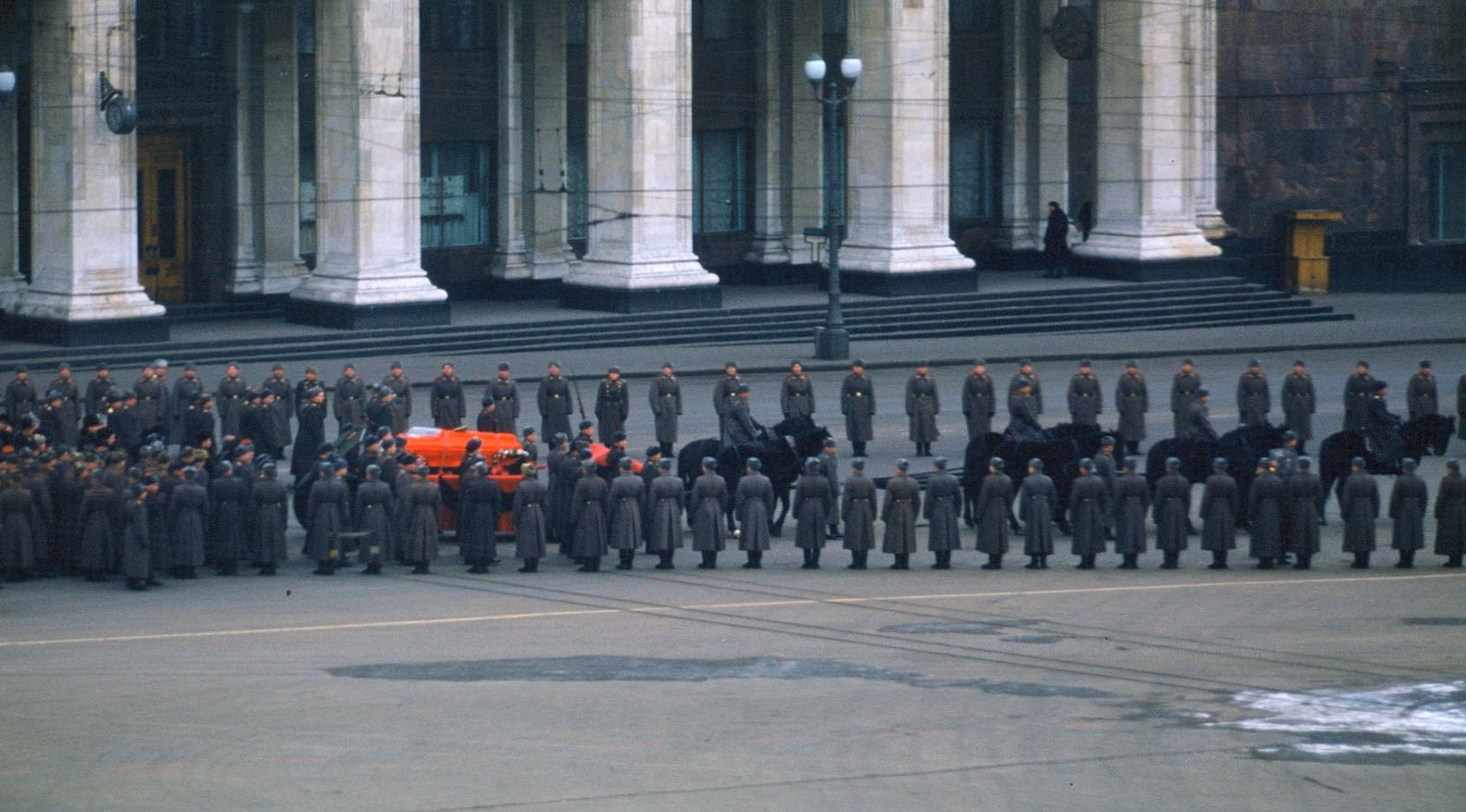
Il feretro di Stalin scortato dai militari durante la processione funebre

Iosif Stalin, all'epoca Segretario generale del PCUS e Presidente del consiglio dei ministri dell'URSS, morì il 5 marzo 1953 nella sua dacia di Kuncevo, un quartiere periferico di Mosca dopo aver subito un ictus, all'età di 74 anni. Ricevette un solenne funerale di stato a Mosca il 9 marzo, con quattro giorni di lutto nazionale proclamati nel paese. Nel giorno del funerale, di centinaia di migliaia di cittadini sovietici che visitarono la capitale per partecipare alla cerimonia funebre, almeno 109 morirono schiacciati dalla folla presente.
Il corpo di Stalin fu imbalsamato e sepolto nel Mausoleo di Lenin fino al 1961, quando fu trasferito in segreto nella necropoli delle mura del Cremlino. I membri del circolo ristretto di Stalin responsabili dell'organizzazione del suo funerale furono Nikita Chruščëv, allora capo della sezione di Mosca del Partito Comunista, Lavrentij Berija, capo del NKVD, Georgij Malenkov, presidente del Presidium e Vjačeslav Molotov, ex Ministro degli Esteri dell'Unione Sovietica.

## Morte e autopsia

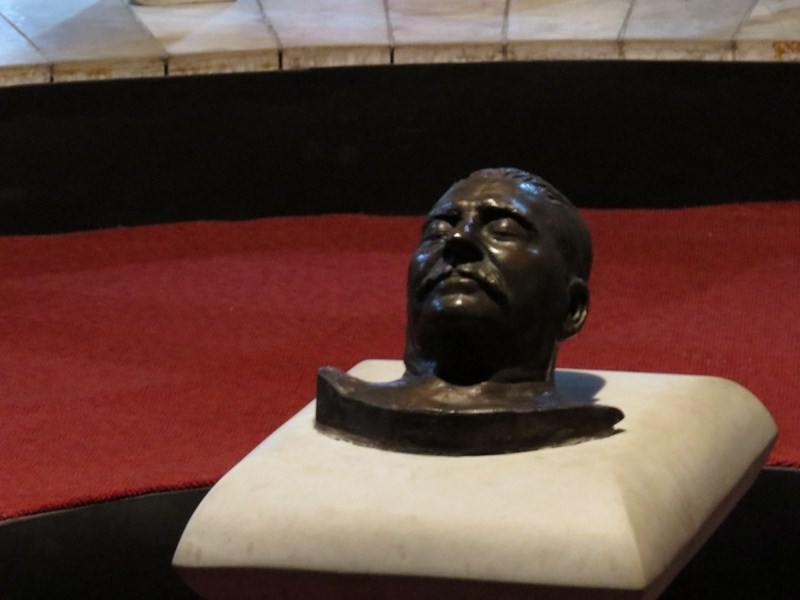
La maschera mortuaria di Stalin, conservata nel museo a lui dedicato a Gori (Georgia)

La salute di Stalin iniziò a peggiorare verso la fine della Seconda guerra mondiale. Soffriva di aterosclerosi a causa di un forte consumo di tabacco, era stato colpito da un lieve ictus intorno al periodo della Parata della Vittoria nel maggio 1945, e un grave attacco di cuore nell'ottobre 1945.
Gli ultimi tre giorni di vita di Stalin erano stati descritti ampiamente, prima negli annunci ufficiali sovietici sulla Pravda, e poi in una traduzione completa in inglese che venne pubblicata poco dopo. Diversi anni dopo, l'ex ufficiale anziano e storico Dmitrij Volkogonov descrisse come, il 28 febbraio 1953, Stalin e un piccolo numero di membri della sua cerchia ristretta, composto da Lavrentij Berija, Nikita Chruščëv, Georgij Malenkov, Vjačeslav Molotov e pochi altri, erano ritrovati a bere insieme. Dopo che gli ospiti si erano lasciati, all'incirca alle 5 del mattino del 1° marzo, Chruščëv aveva notato che Stalin aveva bevuto molto ed era di buon umore. Il leader sovietico si era poi ritirato nei suoi alloggi privati. Per tutto il giorno successivo non si udì alcun rumore provenire dalla stanza, che si dice provvista di sensori per avvisare il personale e le guardie in caso di movimento. Alle 11 di sera del 1° marzo, la governante di Stalin Marija Petrovna entrò cautamente nella sua stanza e lo trovò riverso a terra, con i pantaloni del pigiama e una camicia indosso. Era incosciente, respirava affannosamente, incontinente e non rispondeva ai tentativi di risvegliarlo. Secondo alcune versioni, poiché Stalin aveva dato l’ordine che nessuno lo avvicinasse se non quando aveva chiamato, nessuno osò entrare nella sua stanza prima che fosse trascorsa un’intera giornata. Solo allora furono avvertiti i suoi stretti collaboratori, che forzarono la porta, trovandolo già morto.
Alle 7 del mattino del 2 marzo, Berija e un gruppo di medici esperti furono convocati per esaminare le condizioni di Stalin. Sulla base dell'esame, che rivelò una pressione sanguigna di 190/110 e emiplegia sul lato destro del corpo, conclusero che il dittatore, che aveva una storia conosciuta di ipertensione non controllata, aveva subito un ictus emorragico che aveva interessato l'arteria cerebrale media sinistra. Nei due giorni successivi ricevette diversi trattamenti medici: nel tentativo di abbassare la sua pressione sanguigna, che era nel frattempo salita a 210/120, gli vennero applicate due serie di otto sanguisughe sul collo e sul viso. Le sue condizioni tuttavia continuarono a peggiorare, e Stalin e morì alle 21.50 del 5 marzo 1953. La sua morte fu annunciata ufficialmente il giorno successivo su Radio Mosca da J. Levitan.
Il corpo di Stalin fu portato in una località segreta e fu eseguita un'autopsia, dopo di che fu imbalsamato per poterlo esporre al pubblico. I tentativi di ritrovare e accedere al rapporto originale dell'autopsia furono infruttuosi fino agli anni 2010, ma i risultati più significativi furono riportati in un bollettino speciale su Pravda il 7 marzo 1953, che riportava come causa della morte una "grave emorragia, localizzata nell'area dei centri subcorticali dell'emisfero cerebrale sinistro".

### Ipotesi alternative
Alcuni storici hanno ipotizzato che Stalin non fosse morto di morte naturale. Basandosi sul fatto che alcuni dettagli della morte erano stati omessi dal rapporto finale presentato al Comitato Centrale (come il fatto che poco prima di morire Stalin vomitò sangue), gli storici V. Naumov e J. Brent hanno proposto l'ipotesi che Stalin potesse essere stato avvelenato tramite warfarin, probabilmente da Berija e Chruščëv. Nel 2013 il rapporto ufficiale del governo sovietico sull'autopsia di Stalin è stato desecretato e pubblicato, e vi si è trovata la conferma del fatto che il decesso avvenne per cause naturali. Nonostante questo, nel 2024 il Partito Comunista della Federazione Russa ha chiesto di indagare nuovamente sull'ipotesi di un avvelenamento del dittatore sovietico.

## La cerimonia funebre

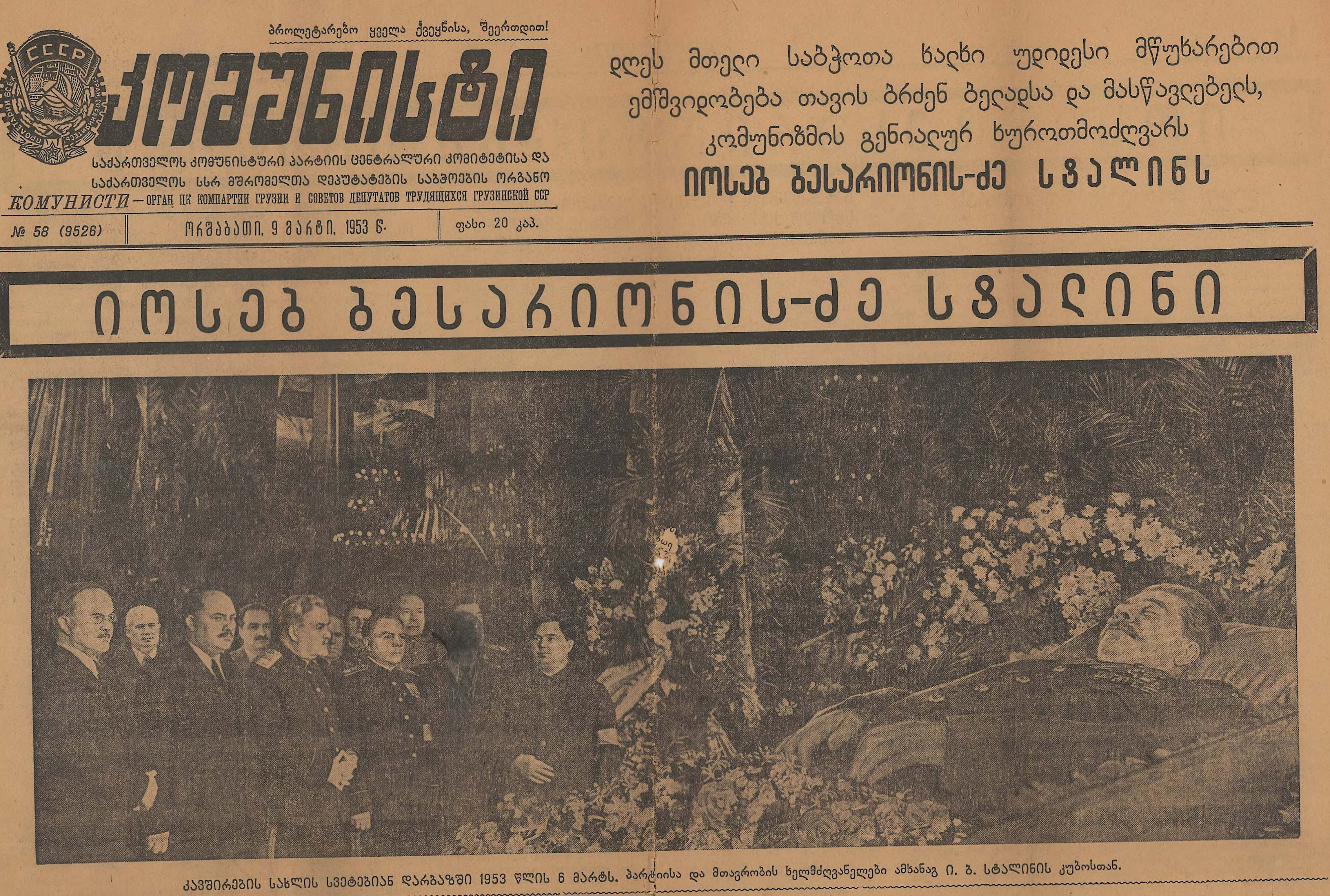
Una foto del funerale di Stalin pubblicata su un giornale georgiano nel 1953; si riconoscono sullo sfondo Molotov, Chruščëv, Kaganovič, Mikojan e Malenkov

Il 6 marzo la bara contenente il corpo imbalsamato di Stalin fu esposta al pubblico presso la Sala delle Colonne nella Casa dei sindacati a Mosca, dove rimase per tre giorni. Migliaia di persone e cittadini (secondo alcune fonti, milioni) si recarono a rendere omaggio alla salma, creando affollamenti all'ingresso. Il 9 marzo, il corpo imbalsamato fu trasportato nella Piazza Rossa prima di essere sepolto nel Mausoleo di Lenin (che fu rinominato Mausoleo di Lenin–Stalin fino al 1961). Di fronte a 4.500 soldati della guarnigione di Mosca e 12.000 delegati moscoviti del partito, Malenkov, Molotov e Berija pronunciarono dal mausoleo dei discorsi commemorativi durante la cerimonia ufficiale di commiato, terminata la quale si aggiunsero agli altri portatori della bara che la trasportarono al Mausoleo, fra cui erano presenti Lazar Kaganovič e Vasilij Iosifovič Džugašvili, figlio di Stalin Per le esequie vennero suonati brani di Chopin (la celebre Marcia funebre), Mozart, Beethoven, Čajkovskij.
Il feretro di Stalin venne trasportato a cavallo a bordo di un affusto di artiglieria, e preceduto da 25 file di lavoratori e soldati, schierate alla testa del lungo corteo funebre, che venne accompagnato dal volo di alcuni aerei militari. A mezzogiorno, mentre la bara veniva interrata venne osservato in tutta l'Unione Sovietica un minuto di silenzio, e tutte le industrie e le fabbriche della nazione cessarono la produzione per cinque minuti. Al termine, mentre le campane della Torre Spasskaja suonavano l'ora, tutti i fischietti e le sirene del Paese iniziarono a suonare, in segno di rispetto per il defunto leader, accompagnati da un saluto militare con 21 colpi di cannone sparati all'interno dei recinti del Cremlino. Lo stesso saluto venne ripetuto in altre 23 città sovietiche. Simili osservanze furono tenute anche in altri paesi del Blocco orientale, tra cui Mongolia, Cina, Albania e Corea del Nord. Immediatamente dopo la fine del silenzio, una banda militare suonò l'inno dell'Unione Sovietica, seguita da una parata militare del Distretto militare di Mosca.
Nel tentativo di rendere omaggio a Stalin, migliaia di cittadini sovietici, molti dei quali avevano viaggiato da tutto il Paese per partecipare al funerale, furono schiacciati e calpestati a morte nella calca che si creò a causa dell'affollamento di fronte alla Sala delle Colonne, dove la salma fu inizialmente esposta. La maggior parte delle persone coinvolte fu schiacciata fra le pareti degli edifici e i camion dell'Esercito Sovietico, che erano stati schierati per presidiare le strade laterali. Il governo sovietico non riportò inizialmente l'incidente, e solo nel 1962 Chruščëv fornì una stima ufficiale di 109 persone che morirono nella calca, anche se altre fonti stimano il numero totale delle vittime in un numero variabile fra 500 ed alcune migliaia.

## Dignitari stranieri presenti
Ai funerali presenziarono i seguenti dignitari stranieri (elencati alfabeticamente per cognome):
- Bolesław Bierut – Presidente del Consiglio dei ministri della Repubblica Popolare di Polonia, Segretario generale del Partito Operaio Unificato Polacco[30]
- Vălko Červenkov – Presidente del Consiglio dei ministri della Repubblica Popolare di Bulgaria, Segretario generale del Partito Comunista Bulgaro[30]
- Jacques Duclos – Segretario generale ad interim del Partito Comunista Francese[28][30]
- Gheorghe Gheorghiu-Dej – Primo ministro della Repubblica Popolare di Romania, Primo segretario del Partito dei Lavoratori Rumeno[30]
- Klement Gottwald – Presidente della Repubblica Cecoslovacca, Presidente del Partito Comunista Cecoslovacco[30]
- Otto Grotewohl – Ministro Presidente della Repubblica Democratica Tedesca[30]
- Dolores Ibárruri – Segretario generale del Partito Comunista di Spagna[30]
- Urho Kekkonen – Primo ministro della Repubblica di Finlandia[40]
- Spiro Koleka – Vice Primo Ministro della Repubblica Popolare d'Albania[33]
- Pietro Nenni – Segretario del Partito Socialista Italiano[30]
- Pak Den Ai – Membro del Partito del Lavoro di Corea[30]
- Harry Pollitt – Segretario generale del Partito Comunista di Gran Bretagna[28]
- Mátyás Rákosi – Presidente del Consiglio dei ministri della Repubblica Popolare d'Ungheria e Segretario generale del Partito dei Lavoratori Ungheresi[30]
- Max Reimann – Presidente del Partito Comunista di Germania Ovest[41]
- Konstantin Rokossovskij – Ministro della Difesa della Repubblica Popolare di Polonia[30]
- Palmiro Togliatti – Segretario generale del Partito Comunista Italiano[28][30]
- Yumjaagiin Tsedenbal – Presidente del consiglio dei ministri della Repubblica Popolare Mongola[41]
- Walter Ulbricht – Primo segretario del Partito di Unità Socialista di Germania, Vice Presidente del Consiglio dei Ministri della Repubblica Democratica Tedesca[30]
- Zhou Enlai – Primo ministro della Repubblica Popolare Cinese[28][30]

Il leader cecoslovacco Gottwald morì poco dopo aver partecipato al funerale di Stalin, il 14 marzo 1953, probabilmente a causa di un colpo di freddo subito in quel giorno.

## Reazioni alla morte di Stalin
In generale, tutto il mondo del comunismo internazionale rese omaggio a Stalin subito dopo la sua morte. Numerosi membri del Parlamento italiano espressero parole di cordoglio per il dittatore avuta notizia della sua morte, fra cui Mauro Scoccimarro e Sandro Pertini. Il quotidiano l'Unità soprattitolò la notizia con le parole "Gloria eterna all'uomo che più di tutti ha fatto per la liberazione ed il progresso dell'umanità".
Su richiesta del Presidente Eisenhower, il Segretario di Stato John Foster Dulles trasmise un messaggio di condoglianze tramite l'Ambasciata degli Stati Uniti al Ministero degli Esteri sovietico. Anche il Parlamento francese rese omaggio solenne alla morte di Stalin.
Né il Presidente del Consiglio dei ministri albanese Enver Hoxha né il vicepresidente Mehmet Shehu si recarono a Mosca per partecipare al funerale, nonostante Hoxha si fosse espresso in pubblici elogi del dittatore sovietico subito dopo la notizia della sua morte. Alcuni ipotizzarono che fu l'assenza del leader cinese Mao Zedong, cui Hoxha era politicamente legato, a suggerire al politico albanese di non recarsi al funerale.

### Tributi della Chiesa ortodossa
Dopo la morte di Stalin, il Patriarca di Mosca Alessio I compose una dichiarazione personale di condoglianze al Consiglio dei Ministri sovietico, e pronunciò un elogio funebre nel giorno del funerale:
" "Noi, riuniti a pregare per lui, non possiamo tacere il suo atteggiamento sempre benevolo e comprensivo verso le necessità della nostra Chiesa. Il suo ricordo è per noi indimenticabile e la nostra Chiesa ortodossa russa, piangendo la sua partenza da noi, lo accompagna nel suo ultimo viaggio, “verso il cammino di tutta la terra”, con una fervente preghiera. Abbiamo pregato per lui quando è giunta la notizia della sua grave malattia. E ora preghiamo per la pace della sua anima immortale. Crediamo che la nostra preghiera per il defunto sarà ascoltata dal Signore. E al nostro amato e indimenticabile Iosif Vissarionovich, con profonda e ardente preghiera, proclamiamo la memoria eterna."

## Conseguenze
Stalin non lasciò alcun successore designato per un trasferimento pacifico del potere dopo la sua morte. Nel giorno stesso della sua morte il Comitato Centrale si riunì, dopodiché Malenkov, Berija e Chruščëv emersero come le figure dominanti del partito. Il primo cadde tuttavia ben presto in disgrazia, e solo pochi mesi dopo, nel giugno 1953, Berija fu arrestato e accusato di vari crimini. Fu successivamente giudicato colpevole di tradimento, terrorismo e attività contro-rivoluzionarie dalla Corte Suprema dell'Unione Sovietica il 23 dicembre 1953 e giustiziato lo stesso giorno.
Con la morte del dittatore il sistema di leadership collettiva fu ristabilito e furono introdotte misure per impedire che un singolo membro potesse esercitare un potere autocratico. La leadership collettiva includeva otto membri anziani del Praesidium del Comitato Centrale del Partito Comunista dell'Unione Sovietica, ovvero Malenkov, Berija, Molotov, Kliment Vorošilov, Chruščëv, Nikolaj Bulganin, Lazar Kaganovič e Anastas Mikojan. La carica di Segretario generale del PCUS venne assunta da Chruščëv, mentre quella di Presidente del consiglio dell'URSS da Malenkov.
La nuova guida del partito portò ad un graduale mutamento nelle politiche economica ed estera. Venne gradualmente abbandonato il modello di industrializzazione fondato sull'industria pesante, fortemente appoggiato da Stalin, e gradualmente ci si concentrò maggiormente sulla costruzione di case e sull'alleggerire il livello di tassazione sui contadini per stimolare la produzione interna. Sul piano estero, i nuovi leader cercarono un riavvicinamento con la Jugoslavia di Tito e un rapporto meno ostile con gli Stati Uniti, e si adoperarono per una fine negoziata della Guerra di Corea, fortemente avversata da Stalin, che venne stipulata nel luglio del 1953. Le purghe staliniane cessarono e nello stesso 1953 fu promulgata un'amnistia di massa per alcune categorie di condannati. La popolazione carceraria del paese venne così dimezzata, mentre i sistemi di sicurezza dello stato e del Gulag furono riformati, con la tortura che venne abolita nell'aprile del 1953.

## Rifermenti nella cultura di massa
Alla morte di Stalin e alla lotta di potere fra i dirigenti sovietici che ne seguì è ispirato il film del 2017 Morto Stalin, se ne fa un altro, diretto da Armando Iannucci..

## Galleria d'immagini
- Il corteo funebre di Stalin filmato dall'Ambasciata degli Stati Uniti a Mosca

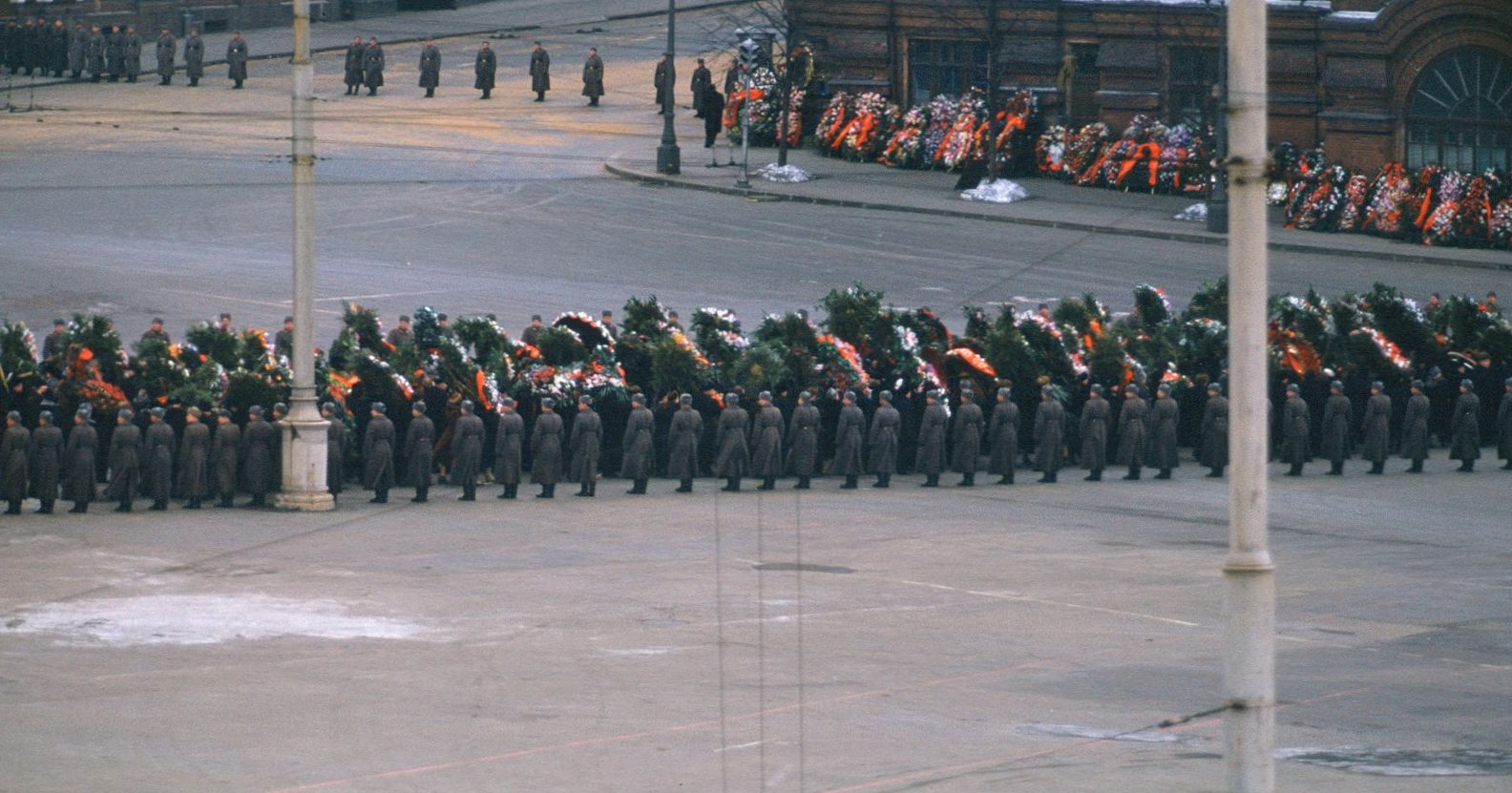
Fiori nella processione funebre
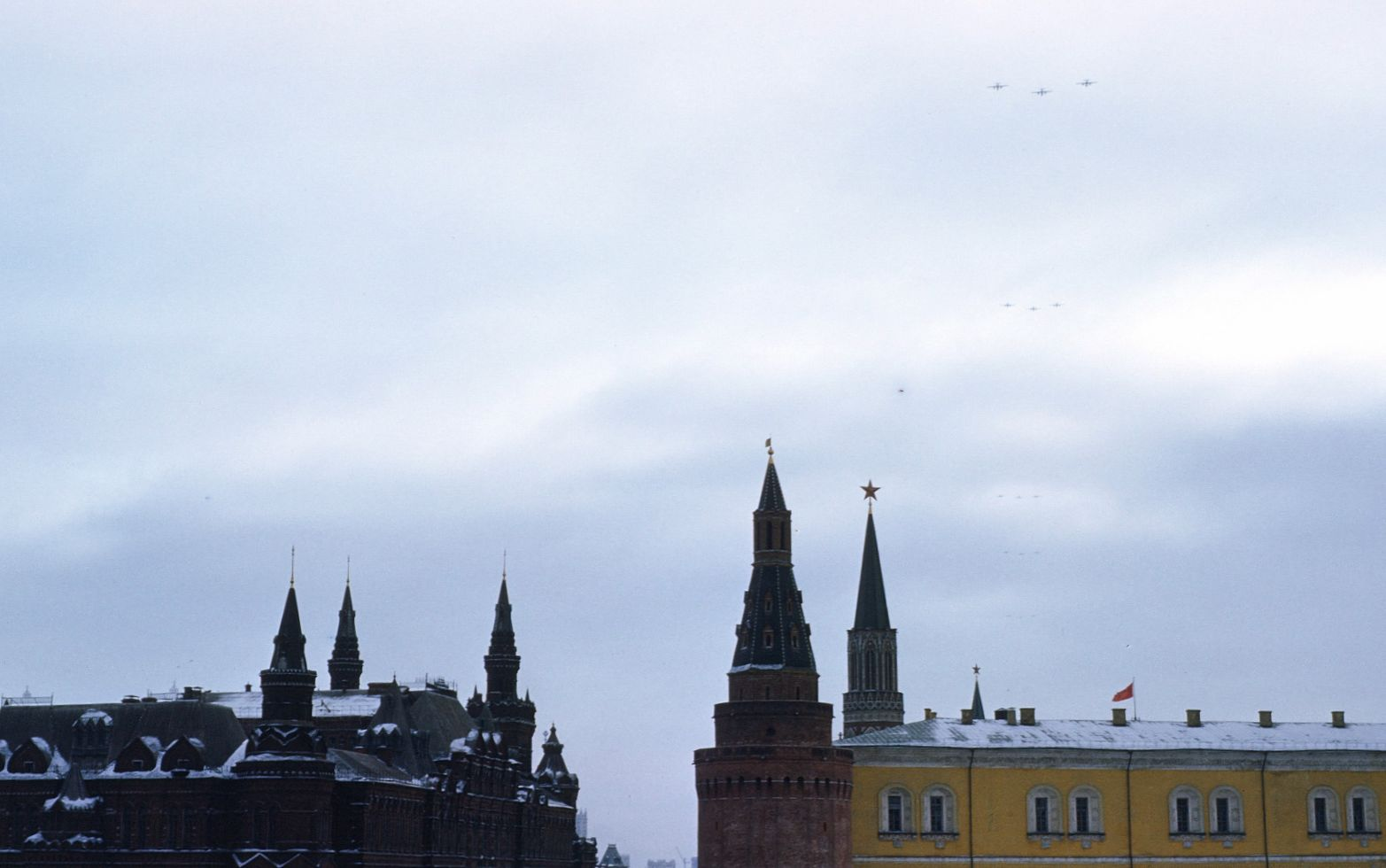
Aerei (Ilyushin Il-28) della Forza Aerea Sovietica durante la parata militare
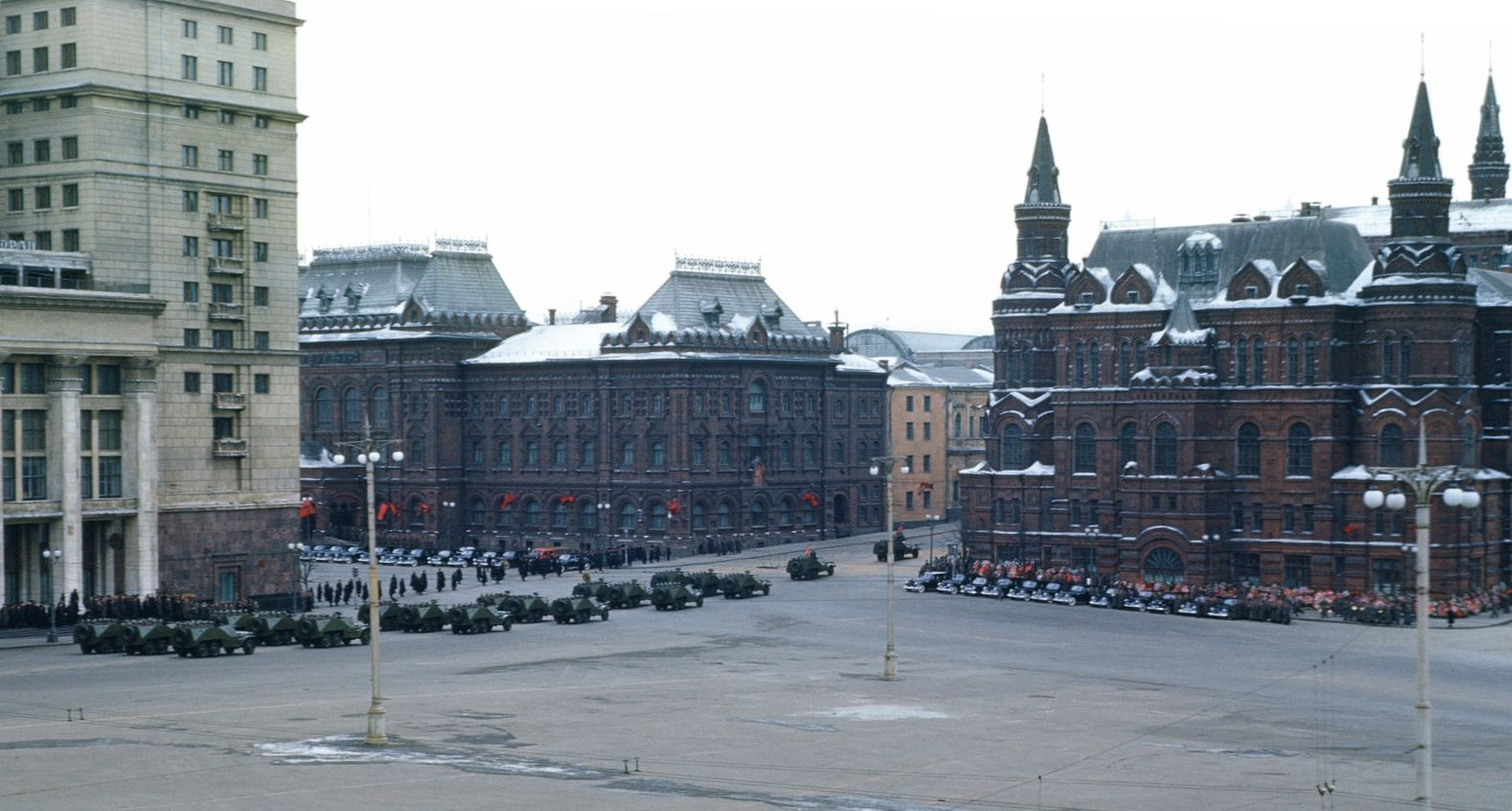
Veicoli corazzati BTR-152 in marcia verso la Piazza Rossa
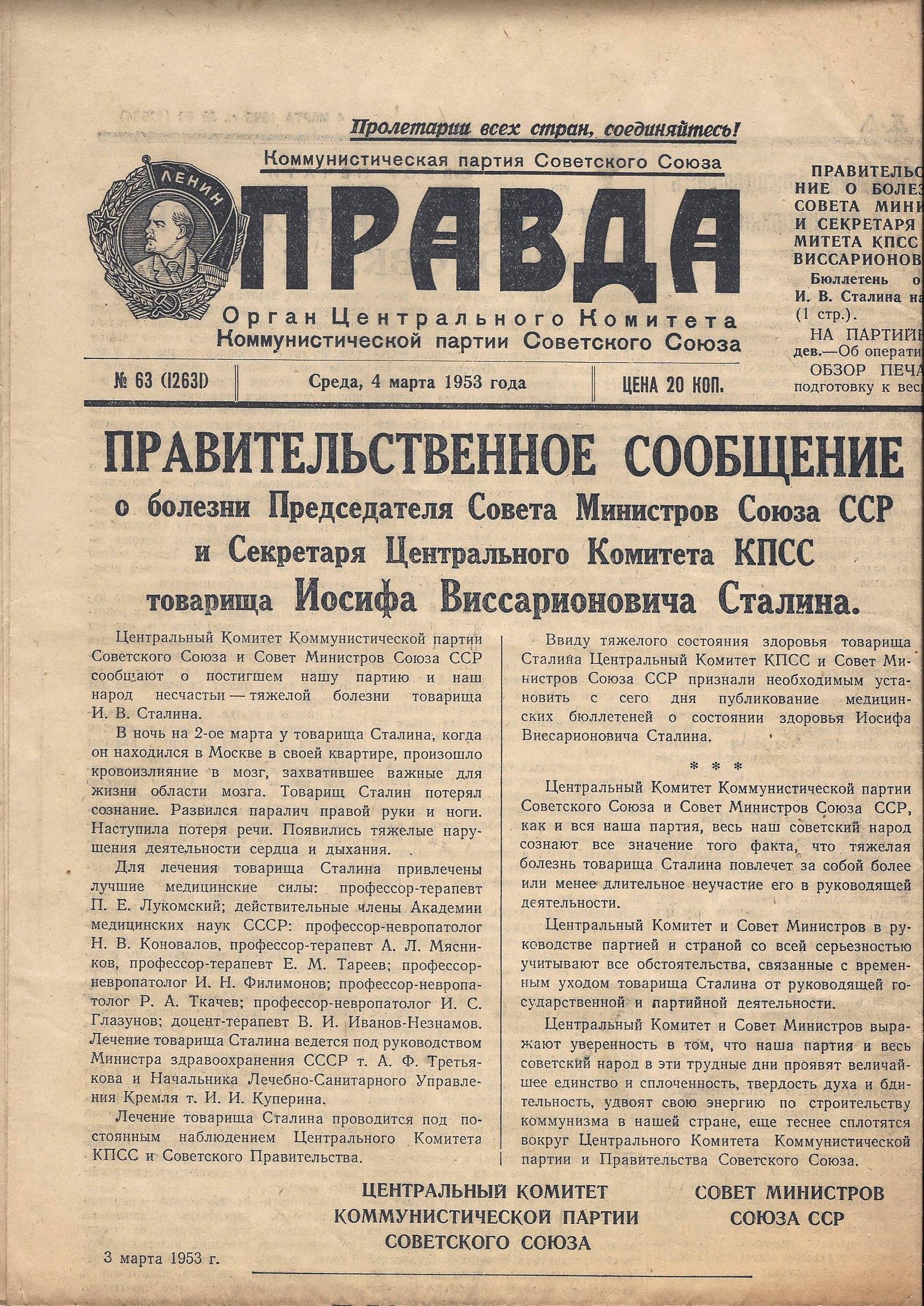
Il primo rapporto sulla malattia di Stalin apparso sulla Pravda tre giorni dopo l'ictus (1 marzo) e un giorno prima della sua morte. Numero 63 di Pravda (12631), datato 4 marzo 1953.
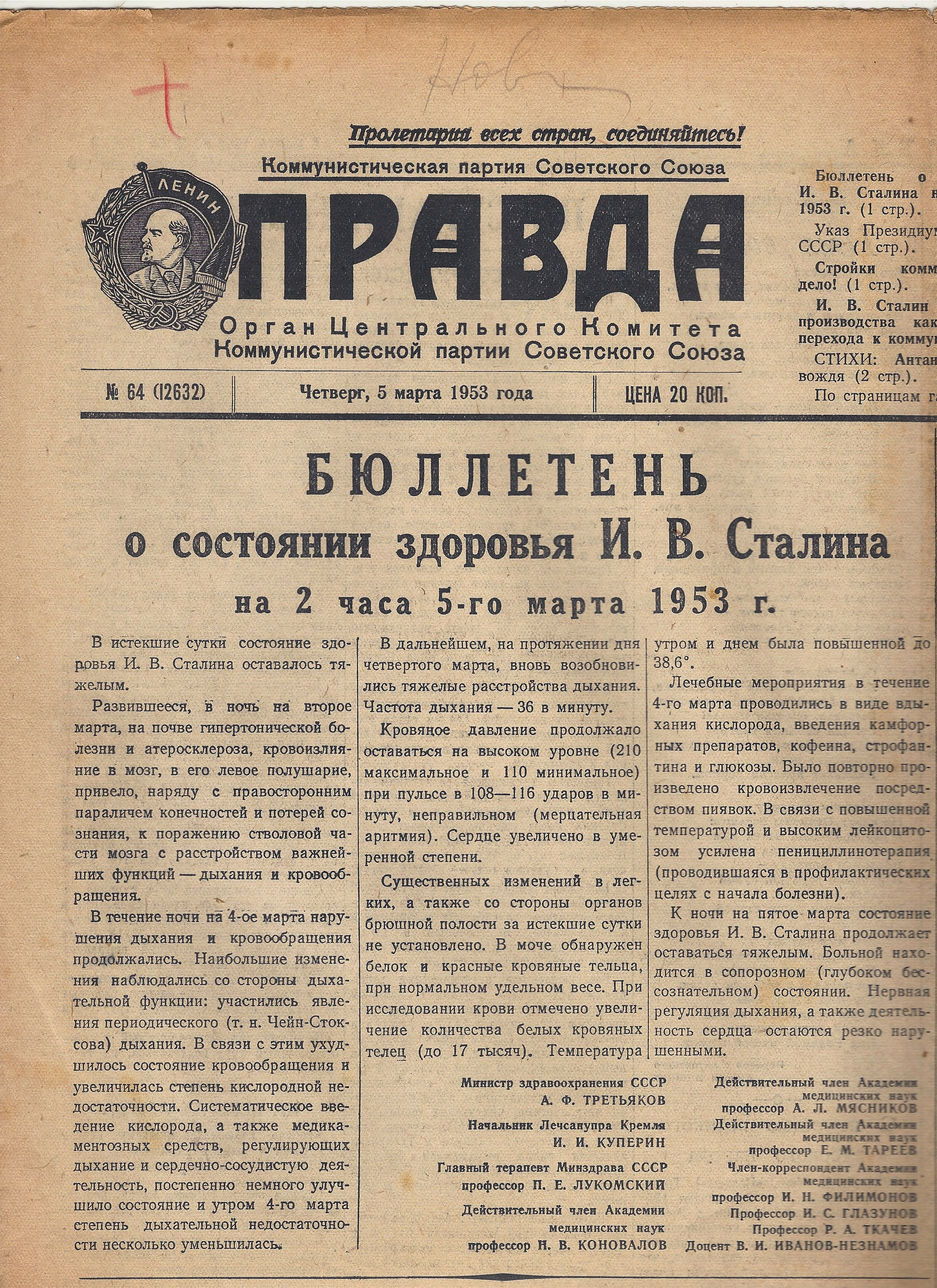
Un altro rapporto sulle condizioni di salute di Stalin, pubblicato quattro giorni dopo l'ictus (1 marzo) e 7 ore prima della sua morte. Numero 64 di Pravda (12632), datato 5 marzo 1953.